# کرم‌ها میدان‌های نبرد
کرم‌ها میدان‌های نبرد (به انگلیسی: Worms Battlegrounds) یک بازی ویدئویی تاکتیکی مبتنی بر توپخانه دو بعدی است که توسط Team17 توسعه و منتشر شده است و در 30 می 2014 برای پلی استیشن 4 و ایکس باکس وان منتشر شد.
داستان تک‌نفره که در یک موزه تاریخ جهان می‌گذرد، تلاش کرم‌های بازیکن برای بازیابی هویج سنگی خر بتونی را از لرد داریوش مسمر، کرمی که از آن برای تصاحب جهان استفاده می‌کند، دنبال می‌کند. داستان بازی توسط تارا پینکل، تقلید کننده لارا کرافت که کاترین پارکینسون صداپیشگی آن را بر عهده دارد، روایت می شود.